# Лъв III Исавър
Вижте пояснителната страница за други личности с името Лъв III.
Лъв III Исавър или Лъв Сириец (на гръцки: Λέων Γ' ο Ίσαυρος, на латински: Leon III. ho Isaurós‚ Leon der Isaurier, Leo III.; * ок. 675 г., † 18 юни 741 г.) е византийски император от 717 до смъртта си в 741 година.
Основател на Исаврийската (наричана още Сирийска) династия, Лъв III е един от най-важните византийски владетели, извел империята от периода на анархия, справил се с арабската заплаха, когато през август 718 година арабите са разгромени от българския хан Тервел, което слага край на обсадата. Той налага новата църковна доктрина на иконоборството.
Лъв е женен за Мария, с която има четири деца: син Константин V и дъщерите Анна, Козма и Ирене.

## Произход, ранни години и възкачване на престола
Истинското име на Лъв Сириец вероятно е Конон. По народност е исавриец от скромен селски произход. Родом е от Германикея (дн. Мараш, Турция), област Комагена в Северна Сирия, на границата между Византийската империя и Арабския халифат. Още като дете той е преселен с фамилията си от Юстиниан II в Месембрия, Тракия (695 г.), като част от имперската политика на заселване на обезлюдените балкански провинции.
Младият Лъв е пастир заедно с баща си, когато детронираният император Юстиниан II се отправя към Константинопол (705 г.), за да си възвърне трона с българска помощ. Лъв му подарява 500 овци като провизии за войските му. От благодарност Юстиниан го произвежда в спатарий (Spatharios), офицер в императорската гвардия. Така той отрано започва военна кариера. След мисии в Северен Кавказ под командването на Анастасий II Лъв става стратег през (713 – 715), или военно-административен началник на 15 000 воини в тема Анатоликон.
През 717 г. Лъв заема трона след заговор с генерал Артавазд срещу император Теодосий III, когото детронират и изпращат в манастир.

## Управление

### Външна политика

#### Обсадата на Константинопол и война с арабите
На 25 март 717 г. Лъв III е коронован в Света София (Hagia Sophia) след абдикацията на Теодосий III. По това време империята се намира в тежко положение, губейки войната с арабите, които обсаждат столицата в продължение на година. Обграден от всички страни, градът е на ръба на падението. Арабските сили в даден момент наброявали над 100 хиляди души, но в арабския лагер, както и в обсадената византийска столица, започва глад. С българска помощ от страна на хана-кесар Тервел, императора отблъсква (717 – 718) обсаждащите Константинопол араби. В резултат на битката Византийската империя е спасена от разгром, а Югоизточна Европа запазена от арабското нашествие в следващите векове. Това е едно от най-важните и решаващи сражения в историята на Византия.

#### Политическо стабилизиране на империята
След въздигането на император Лъв Сириец и неговата династия, приключва периода на междуособици и остра политическа нестабилност обхванал Византийската империя в предишните две десетилетия. През 718 г. е потушен бунта в Сицилия, а през 719 г. е осуетен опита на бившия император Анастасий II Артемий да се върне на трона.
През управлението на Лъв III империята изживява нов период на политическа стабилизация и постига успехи във войните с арабите. Сключени са съюзи с българите, хазарите и грузинците срещу Арабския халифат. Привлечени са славянски заселници в опустелите погранични райони на империята.
Нахлуващите араби са победени от войските на Лъв през 726 г. в Мала Азия. През 740 г. той отново им нанася поражение във Битка при Акронион, Фригия.

### Вътрешна политика
Като бивш стратег на Анатоликон, император Лъв III оставал представител на военно-поземлената аристокрация и до края на управлението си защитава нейните интереси. С цел засилване на императорската власт извършва множество реформи, въдворява ред в държавната администрация и финанси. Издава нов сборник със закони „Еклога“. Ограничава прилагането на смъртно наказание и забранява робството във Византия. Въвежда нова данъчна и съдебна система в полза на дребните собственици.

#### Начало на иконоборството
Лъв III Сирийски слага началото на иконоборството (от 726 г.), като принуждава църквата да обяви почитането на икони и свещени реликви за ерес и идолопоклонничество, но тези мерки срещат съпротива сред повечето християни. Въпреки това императорът издава едикти срещу иконопочитанието и назначава иконоборски патриарси на мястото на Герман I, който е несъгласен от политиката му и се оттегля.
По времето на Лъв III и неговия син Константин V иконите в цялата империя систематично се премахват или унищожават, често по насилствен начин. Вместо това на обществените места се поставят кръстове. Оформено под влияние на ислямската идея, че изображенията на хора и животни не могат да бъдат свещени, иконоборството във Византия е реакция срещу прекомерното разрастване на монашеството и манастирите, които се превръщат в стопанска тежест на държавата и конкурент на нейната власт.
Римският папа анатемосва иконоборството. В отговор на това Лъв III отнема областта Илирик, както и Калабрия и Сицилия от юрисдикцията на западната църква и я предоставя на църквата в Константинопол. Това допълнително влошава отношенията с папския институт, който решава да търси покровител на запад и обръща гръб на Византийската империя. През 727 г. в Равена, Италия, избухва бунт против императора-иконоборец. Изпратеният от него флот потъва в буря и това води до загубата на останките от т.нар. Равенски екзархат.
През юни 741 г. Лъв III умира от воднянка. Наследен е от сина си Константин V.